# 陈雷 (1907年)
陈雷（1907年—1991年），原名牟春霆，又名牟敦雷，男，山东日照人，中华人民共和国政治人物，曾任山东省人民委员会副省长，山东省政协副主席，山东省人大常委会副主任，第一、二、三届全国人大代表，第六届全国政协委员。